# Chiesa dell'Immacolata (Barba)
La chiesa dell'immacolata è un edificio religioso che si trova in frazione Barba del comune di Ceppaloni in provincia di Benevento, parrocchia di San Nicola Vescovo di Ceppaloni, arcidiocesi di Benevento.

## Storia
La chiesa fu edificata su proprio suolo da Domenico Polcari fu Filippo e da suo figlio il geometra Egidio nel 1861 circa.
L'edificio è una piccola cappella a pianta rettangolare di proprietà degli eredi Polcari e aperta al pubblico culto.
All'idea della costruzione non dovette essere estraneo il gesuita Padre Innocenzo Polcari figlio di Domenico e particolarmente devoto dell'Immacolata di cui nel 1854 era stato riconosciuto il dogma da parte di papa Pio IX.
La cappella conserva una piccola statua dell'Immacolata opera francese dell'Ottocento.